# Swetlana Deschewych
Swetlana Deschewych (kasachisch Светлана Дешевых, * 30. November 1970 in Irkutsk) ist eine ehemalige kasachische Skilangläuferin.

## Werdegang
Deschewych nahm im Januar 1997 in Kawgolowo erstmals am Skilanglauf-Weltcup teil und belegte dabei den 51. Platz über 15 km Freistil. Ihre besten Platzierungen bei den nordischen Skiweltmeisterschaften 1997 in Trondheim waren der 32. Platz über 30 km klassisch und der 12. Rang mit der Staffel und bei den Olympischen Winterspielen 1998 in Nagano der 20. Platz über 15 km klassisch und der 12. Rang mit der Staffel. Bei den Winter-Asienspielen 1999 in Gangwon gewann sie die Goldmedaille mit der Staffel. Zudem wurde sie dort Sechste über 10 km Freistil und Fünfte über 5 km klassisch. Bei den nordischen Skiweltmeisterschaften 2001 in Lahti belegte sie den 28. Platz über 10 km klassisch, den 21. Rang über 15 km klassisch und zusammen mit Swetlana Malahowa-Schischkina, Jelena Kolomina und Oxana Jazkaja den neunten Platz in der Staffel. Ihre letzten internationalen Wettbewerbe absolvierte sie bei den Olympischen Winterspielen 2002 in Salt Lake City. Dort lief sie auf den 43. Platz im Skiathlon, auf den 37. Rang über 30 km klassisch und auf den 33. Platz über 10 km klassisch. Zudem errang sie zusammen mit Jelena Wolodina-Antonowa, Oxana Jazkaja und Swetlana Malahowa-Schischkina den 11. Platz in der Staffel.

## Teilnahmen an Weltmeisterschaften und Olympischen Winterspielen

### Olympische Winterspiele
- 1998 Nagano: 12. Platz Staffel, 20. Platz 15 km klassisch, 21. Platz 30 km Freistil, 38. Platz 10 km Verfolgung, 44. Platz 5 km klassisch
- 2002 Salt Lake City: 11. Platz Staffel, 33. Platz 10 km klassisch, 37. Platz 30 km klassisch, 43. Platz 10 km Skiathlon

### Nordische Skiweltmeisterschaften
- 1997 Trondheim: 12. Platz Staffel, 32. Platz 30 km klassisch, 46. Platz 5 km klassisch, 47. Platz 10 km Verfolgung
- 2001 Lahti: 9. Platz Staffel, 21. Platz 15 km klassisch, 28. Platz 10 km klassisch